# Ursula Kwasny
Ursula Kwasny (* 5. September 1952 in Kapellen, heute Grevenbroich) ist eine deutsche Politikerin (CDU). Von 2009 bis 2015 war sie Bürgermeisterin der Stadt Grevenbroich.

## Leben
Nach dem Besuch der Katholischen Volksschule in Noithausen von 1959 bis 1967, der Berufsfachschule hauswirtschaftliche Richtung von 1967 bis 1969 und der Berufsaufbauschule von 1969 bis 1970, besuchte sie von 1970 bis 1973 das Friedrich-Spee-Kolleg in Neuss. 1973 bis 1976 folgte ein sozialpädagogisches Studium und 1976 die Arbeit als Sozialpädagogin in einem Frauenhaus. Nach der Hochzeit 1974 und der Geburt des ersten Sohnes übernahm sie 1977 zusammen mit ihrem Mann die gemeinsame Leitung des eigenen mittelständischen Malerbetriebes. Kwasny ist seit 2015 verwitwet und hat zwei erwachsene Kinder.
Ursula Kwasny hatte eine Nebenrolle in der Filmkomödie Horst Schlämmer – Isch kandidiere!

## Politik
Kwasny trat 1988 in die CDU ein und wurde im Folgejahr in den Rat der Stadt Grevenbroich gewählt. Seit 1999 gehörte sie zudem dem Kreistag des Rhein-Kreises Neuss an, war stellvertretende Fraktionsvorsitzende der CDU im Rat und stellvertretende Bürgermeisterin der Stadt Grevenbroich. Für ihre politische Arbeit wurde sie am 21. September 2004 mit dem Bundesverdienstkreuz am Bande ausgezeichnet. Zur Kommunalwahl 2009 trat sie als Kandidatin für das Amt des Bürgermeisters der Stadt Grevenbroich an und wurde mit 33,07 Prozent der gültigen Stimmen gewählt. Sie trat damit als erste Bürgermeisterin der Stadt die Nachfolge von Axel Prümm an. Bei den Bürgermeisterwahlen im September 2015 unterlag Ursula Kwasny in der Stichwahl dem SPD-Kandidaten Klaus Krützen mit 44,8 zu 55,2 Prozent der gültigen Stimmen.